# Vincent Nichols
Vincent Gerard kardinál Nichols (* 8. listopadu 1945, Crosby, hrabství Merseyside, Velká Británie) je anglický římskokatolický kněz, arcibiskup westminsterský, primas Anglie a Walesu a od roku 2014 také kardinál.

## Kněz
V letech 1963 až 1970 studoval v Římě, na Papežské univerzitě Gregoriana získal licenciát z teologie a filozofie. Kněžské svěcení přijal 21. listopadu 1969 a poté působil v rodné diecézi Liverpool. Další studia absolvoval v Manchesteru a Chicagu. Od roku 1984 byl sekretářem Konference biskupů Anglie a Walesu.

## Biskup a kardinál
Dne 5. listopadu 1991 byl jmenován pomocným biskupem Westminsteru, biskupské svěcení mu 24. ledna 1992 udělil kardinál Basil Hume. V biskupské konferenci vykonával řadu funkcí, mj. v oblasti výchovy a vzdělávání. V únoru 2000 ho papež Jan Pavel II. jmenoval arcibiskupem birminghamským. Poté, co kardinál Murphy-O'Connor podal rezignaci na vedení arcidiecéze Westminster, stal se od května 2009 jeho nástupcem. Do funkce arcibiskupa Westminsteru a primase Anglie a Walesu byl slavnostně uveden 21. května 2009.
Dne 22. února 2014 jej papež František jmenoval kardinálem.